# Гитлер: Карьера
«Гитлер: Карьера» (нем. Hitler – Eine Karriere) — западногерманский документальный фильм 1977 года о карьере Адольфа Гитлера, снятый Кристианом Херрендёрфером и Иоахимом Фестом по сценарию немецкого историка Иоахима Феста.

## Содержание
Фильм, снятый исключительно с использованием архивных материалов, подробно рассматривает приход Гитлера к власти, а также пытается объяснить, почему люди, живущие в Германии, любили Гитлера. Фест утверждает, что Гитлер был умным, коварным и невероятно приспосабливаемым политиком, стремившимся использовать любую слабость, которую он видел в политической системе и в массах, которые, униженные результатами Первой мировой войны, были готовы поддержать голос, говоривший от их имени.

## Выпуск
Первоначально фильм был встречен неоднозначно некоторыми критиками, особенно в Германии. Американский историк Дебора Липштадт писала, что, показывая обширные кадры с Гитлером из пропагандистских фильмов и полностью игнорируя Холокост, Фест занимался прославлением убийцы.